# Nova Onada (ciència ficció)
La Nova Onada (New Wave, també coneguda per New Thing (en anglès Cosa Nova), és una corrent literària dins la ciència-ficció sorgida durant els 60 i que va durar fins als 70.
La Nova Onada té el seu origen a la revista britànica New Worlds, dirigida per Michael Moorcock des de 1965 fins a 1972. Hi participen alguns dels autors britànics que després serien els referents d'aquest moviment: Brian W. Aldiss, JG Ballard, John Brunner o el mateix Michael Moorcock. Més tard travessaria l'Atlàntic per a influir poderosament en joves autors estatunidencs entre els quals van destacar Robert Silverberg, Thomas M. Disch o Harlan Ellison, qui seria també recopilador de l'antologia de relats breus paradigmàtica del moviment: Dangerous Visions.

## Autors
Alguns autors característics d'aquest moviment:
A Anglaterra :
- Michael Moorcock
- Brian W. Aldiss
- JG Ballard
- John Brunner

Als Estats Units :
- Philip K. Dick
- Ray Bradbury
- Harlan Ellison
- Robert Silverberg
- Thomas M. Disch
- Roger Zelazny
- Samuel R. Delany
- James Tiptree Jr.
- Norman Spinrad
- Kurt Vonnegut
- RA Lafferty